# 张素荣
张素荣（1951年—），辽宁大石桥人，女，汉族，中华人民共和国政治人物、全国人民代表大会辽宁地区代表。
毕业于沈阳铁路局吉林铁路职工大学铁道运输系运输专业，担任鞍山华夏巾帼社区服务有限公司经理。2008年起担任全国人大代表。2013年，被选为全国人大代表。2016年因涉嫌贿选被认定当选无效。